# Nanaia Mahuta
Nanaia Cybelle Mahuta (Auckland, 21 augustus 1970) is een Nieuw-Zeelandse politicus van Maori-afkomst. Ze is lid van de Labour Party.
Mahuta was tussen 1996 en 2023 onafgebroken lid van het Nieuw-Zeelandse parlement namens de Hauraki-Waikato, een kieskring specifiek voor Maori. Daarnaast bekleedde ze diverse ministerschappen in de Nieuw-Zeelandse regering: zo was ze onder meer minister voor lokaal bestuur (2007–2008 en 2017–2023), minister voor de ontwikkeling van Maori's (2017–2020), minister van Buitenlandse Zaken (2020–2023) en minister voor ontwapening en wapenbeheersing (2023).
In 2016 liet Mahuta op haar gezicht een Maori-tatoeage aanbrengen (een moko kauae), waarmee ze de eerste vrouw in het Nieuw-Zeelandse parlement met zo’n tatoeage werd.
In 2018 stond ze in de 100 Women-lijst van de BBC.

## Biografie
Mahuta werd in 1970 in Auckland geboren als dochter van Robert Te Kotahitanga Mahuta (sinds 1996 Sir) en zijn vrouw. Ze ging naar de Kura Kaupapa Rakaumangaschool in Huntly en later naar de kostschool Waikato Diocesan School for Girls. Ze studeerde sociale antropologie en Maori-bedrijfskunde aan de Universiteit van Auckland en behaalde een Masters of Arts (MA) (met een Honours Degree). Ze werkte ook aan de universiteit als onderzoeker/archivaris.
Ze heeft sterke banden met de Maori King Movement. Haar vader was de geadopteerde zoon van Maori-koning Korokī en de oudere broer van Maori-koningin Te Atairangikaahu, en familie van de Maori-koning, Kingi Tuheitia.
Ze heeft samen met haar man drie kinderen (van wie de eerste kort na de geboorte stierf) en vier kinderen uit de eerdere relatie van haar man.

## Politieke carrière
Nadat Mahuta Helen Clark had horen spreken in Auckland trad ze toe tot de Labour Party, op verzoek van het aftredende parlementslid Koro Wētere (West-Maori). Ze stond op de kandidatenlijst voor Te Tai Hauāuru (de vervangende zetel voor West-Maori) bij de verkiezingen van 1996, maar verloor van Tuku Morgan van New Zealand First. Wel werd Mahuta gekozen als een van de eerste Nieuw-Zeelandse parlementsleden, op de achtste plaats. Mahuta was 26 jaar en 52 dagen oud toen ze werd gekozen (twaalf dagen jonger dan Deborah Morris) en was het jongste lid van het Huis van Afgevaardigden van Nieuw-Zeeland tot de verkiezing van Darren Hughes in 2002.
Bij de verkiezingen van 1999 was ze opnieuw een mogelijk opvolger voor Te Tai Hauāuru, en dit keer won ze. Vervolgens maakte ze een overstap naar Tainui voor de verkiezingen van 2002. Voor de algemene verkiezingen van 2008 werd de zetel omgedoopt tot Hauraki-Waikato. Sindsdien heeft zij deze zetel tot 2023 behouden.

### Kabinetsminister: 2017–2023

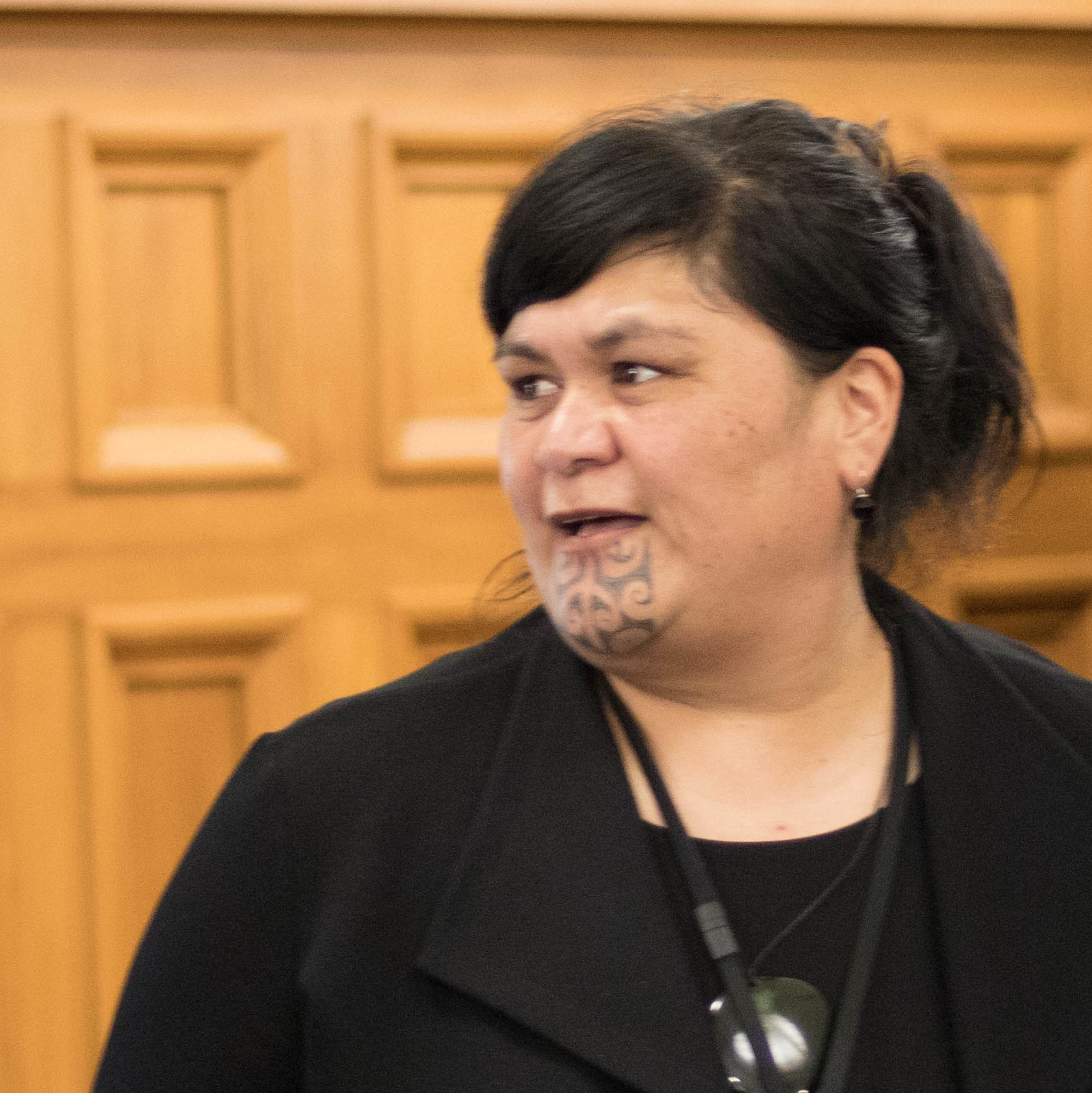
Mahuta in 2016